# 크리스틴 퍼킨스
크리스틴 퍼킨스(Christine Firkins, 1983년 7월 6일 ~ )는 캐나다의 전 영화배우이다.
캐나다에서 태어났다. 1997년 영화 《스피드 2》에서 드류 역을 맡았다.